# Putignano (Teramo)
Putignano è una frazione del comune di Teramo, in Abruzzo.
È sita a 5 km dal capoluogo, alle falde di Monte Tre Croci e nel tratto iniziale della strada che sale a Villa Gesso e a Roiano.

## Storia
Il centro di Putignano ha origini medievali ed è ricordata nei documenti con il toponimo di Pedugnano. Nel 1278 è citata la chiesa di San Felice a Petoniano o Peteniano, in occasione dell'approvazione da parte dei canonici del duomo di Teramo all'elezione di Berardo di Iacobo di Pasio a rettore della menzionata chiesa. Il borgo si è sviluppato prevalentemente negli anni tra la fine del XVIII e gli inizi del XIX secolo.
La vicina frazione di Piano della Lenta, fortemente urbanizzata e sita lungo i margini laterali della SS 81 Teramo-Ascoli, ha influenzato in epoca contemporanea un moderato sviluppo di tipo residenziale della frazione, del resto promosso o quantomeno agevolato dalla scelta dell'amministrazione comunale di Teramo di situare in Putignano un complesso di edilizia economico popolare, espropriando dei terreni, sino ad allora agricoli, i loro proprietari. Con decreto vescovile n. 139 del 16 giugno 1986, fu creata la nuova parrocchia di Santa Rita in località Piano della Lenta il cui territorio fu distaccato da quello della parrocchia di San Felice in Putignano.

## Monumenti e luoghi d'interesse
Poco fuori dal centro storico, è situata la chiesa parrocchiale dedicata a San Felice. L'edificio è stato ricostruito tra il XVII e il XVIII secolo nel luogo dove sorgeva una chiesa risalente presumibilmente all'XI secolo, citata nel 1278. Nelle pareti esterne mostra parte della muratura antica. L'edificio presenta una copertura a capanna, con interno a navata unica senza abside. Dalla parete posteriore della chiesa si innalza un campanile a vela con due campane: sulla più piccola è scritto: «Pasquale De Santis di Torano Nuovo fece fondere a sue spese. Anno 1885». La chiesa di San Felice ha subito delle ristrutturazioni nel 1970 e nel 1980, ed è stata sottoposta a restauro nel 2006.
Tra gli altri edifici civili si ricordano alcune pregevoli abitazioni e palazzi in pietra di epoca sette-ottocentesca. Su uno di essi, murata accanto al portone, è posta una tabella in pietra di origine presumibilmente romana. All'ingresso sud del paese si trova l'ex edificio scolastico della frazione, costruito nel ventennio nel monumentale stile fascista, inagibile dal 2008.